# Łupstych (Gietrzwałd)
Łupstych (deutsch Abstich) ist ein Ort in der polnischen Woiwodschaft Ermland-Masuren. Er gehört zur Gmina Gietrzwałd (Landgemeinde Dietrichswalde) im Powiat Olsztyński (Kreis Allenstein).

## Geographische Lage
Łupstych liegt westlich des Okuli-Sees (polnisch Jezioro Ukiel, umgangssprachlich auch: Krzywe) an der Seebucht Zatoka Łabędzia Szyja im Westen der Woiwodschaft Ermland-Masuren, sieben Kilometer westlich der Stadt Olsztyn (deutsch Allenstein).

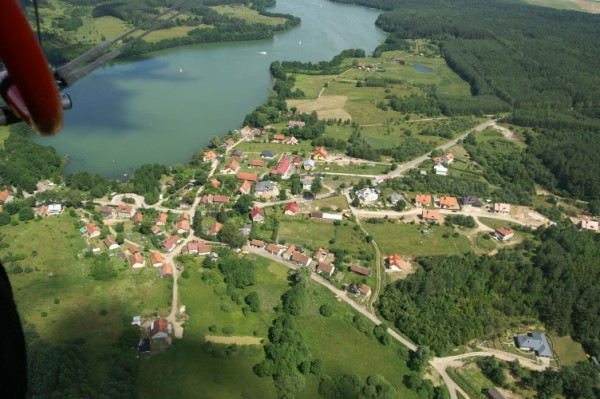
Łupstych aus der Vogelperspektive

## Geschichte
Der Pruße Abestich gründete am 29. August 1380 den nach ihm benannten Ort nach erfolgter Ausstellung der Handfeste. 1785 als „Königliches Bauerndorf im Hauptamt Allenstein Kreis Heilsberg“ genannt, erschien es 1820 als „Königliches Dorf im Amt Allenstein, Kreis Allenstein“.
Im Jahre 1874 wurde die Landgemeinde Abstich Teil des neu errichteten Amtsbezirks Göttkendorf (polnisch Gutkowo) im ostpreußischen Kreis Allenstein, der bis 1945 bestand.
In der Landgemeinde Abstich waren 1885 insgesamt 435 Einwohner gemeldet, im Jahre 1910 waren es 451. Ihre Zahl belief sich 1933 auf 441 und 1939 auf 481.
In Kriegsfolge kam 1945 das gesamte südliche Ostpreußen zu Polen. Abstich erhielt nun die polnische Namensform „Łupstych“. Das heutige Dorf Łupstych ist jedoch nur ein Teil des ehemaligen Ortes Abstich. Es umfasst dessen westlichen Teil, während der östliche unmittelbar am Jezioro Ukiel gelegene Teil heute eine Ortschaft des Stadtteils Gutkowo (Göttkendorf) der Stadt Olsztyn ist und auch die Bezeichnung „Łupstych“ trägt. Das Dorf Łupstych ist nun Teil der Landgemeinde Gietrzwałd (Dietrichswalde) im Powiat Olsztyński (Kreis Allenstein), bis 1998 der Woiwodschaft Olsztyn, seither der Woiwodschaft Ermland-Masuren zugehörig. Im Jahre 2011 hatte das Dorf Łupstych 281 Einwohner.

## Kirche
Bis 1945 war Abstich in die evangelische Kirche Allenstein (Olsztyn) in der Kirchenprovinz Ostpreußen der Kirche der Altpreußischen Union, außerdem in die römisch-katholische Kirche Göttkendorf (Gutkowo) im damaligen Bistum Ermland eingepfarrt.
Die kirchliche Zugehörigkeit ist für Łupstych die gleiche geblieben: evangelischerseits zur Christus-Erlöser-Kirche Olsztyn, nun in der Diözese Masuren der Evangelisch-Augsburgischen Kirche in Polen, katholischerseits zur Kirche in Olsztyn Gutkowo im jetzigen Erzbistum Ermland.

## Verkehr
Das Dorf Łupstych liegt am Endpunkt einer Nebenstraße, die bei Sząbruk (Schönbrück) von der Kreisstraße DP 1370N abzweigt und über Kudypy (Kudippen) und Olsztyn Łupstych dorthin führt. In Łupstych endet außerdem eine von Olsztyn Gutkowo (Göttkendorf) und der Woiwodschaftsstraße 527 kommende Nebenstraße.
Eine Anbindung an den Bahnverkehr besteht nicht.